# II. Démétriosz makedón király
II. Démétriosz Aitólikosz (görögül Δημήτριος Αιτωλικός, Kr. e. 278 vagy Kr. e. 274 – Kr. e. 229), az ókori hellenisztikus Makedónia királya az Antigonidák közül (uralkodott Kr. e. 239-től haláláig), II. Antigonosz Gonatasz és Phila gyermeke volt.

## Élete
Már fiatalon jeles tettet hajtott végre, amikor legyőzte a Makedóniára törő épeiroszi királyt, II. Alexandroszt Kr. e. 260 körül. Valószínűleg ennek köszönhetően Kr. e. 257/256 folyamán társuralkodó lett, és Kr. e. 239-ben örökölte atyja trónját. Uralma a megerősödött poliszszövetségek, az aitól és az akháj szövetség elleni harccal telt, amelyeket a közös makedón fenyegetettség juttatott egy táborba. 
Komoly sikereket aratott, főleg az aitólokkal szemben – innen mellékneve –, így például az immár szövetséges Épeiroszt és Akarnaniát megvédte, Phókiszt, Lokriszt és Boiótiát pedig megtisztította a megszállóktól, azonban az Árkádia területén egy alkalommal legyőzött akháj szövetség tovább peloponnészoszi térnyerését nem tudta megakadályozni. Attikát sikerült megvédeni, és Argosz is kitartott Makedónia mellett, Megalopolisz azonban Kr. e. 235 körül átállt Aratosz oldalára.
A helyzetet súlyosbítva férfiágon kihalt az épeiroszi uralkodóház, és a trónviszályt kihasználva az aitólok lerohanták Épeiroszt. Démétriosz Kr. e. 231-ben az illíreket küldte a támadók ellen, de azok nekiálltak a vidéket fosztogatni, mire Épeirosz az aitólok és az akhájok mellé állt – igaz, csak ideiglenesen, mert a Longarosz vezette dardánok támadása ellenében az illírekkel fogott össze. A makedón király az ellenük vívott harcokban lelte halálát.
Háromszor nősült, feleségei közül az első, Sztratoniké szeleukida hercegnő, I. Antiokhosz Szótér lánya volt, ám amikor férje elvette az épeiroszi Phthiát, a bigámiától megundorodva hazatért Szíriába. Egy harmadik asszonyát Khrüszéisznek nevezték. A trónon Phthiától született gyermeke, V. Philipposz követte volna, de ő kiskorú volt, így előbb Démétriosz unokatestvére, I. Démétriosz Poliorkétész Démétriosz Kalosztól származó unokája, III. Antigonosz Dószón vette át a hatalmat, megakadályozva az éveken belül elkezdődő bomlást.